# Zalabiya
Zalabiya (arabisch زلبية, DMG Zalabiyya), auch Zalabiyeh, war eine Festung am Euphrat in Syrien, deren Gründung entsprechend der größeren Stadtanlage Halabiya auf der gegenüberliegenden Seite des Flusses der palmyrenischen Herrscherin Zenobia zugeschrieben wird. Die geringen sichtbaren Reste stammen aus dem 6. Jahrhundert, als der byzantinische Kaiser Justinian die Festungsmauern wiederaufbauen ließ.

## Lage

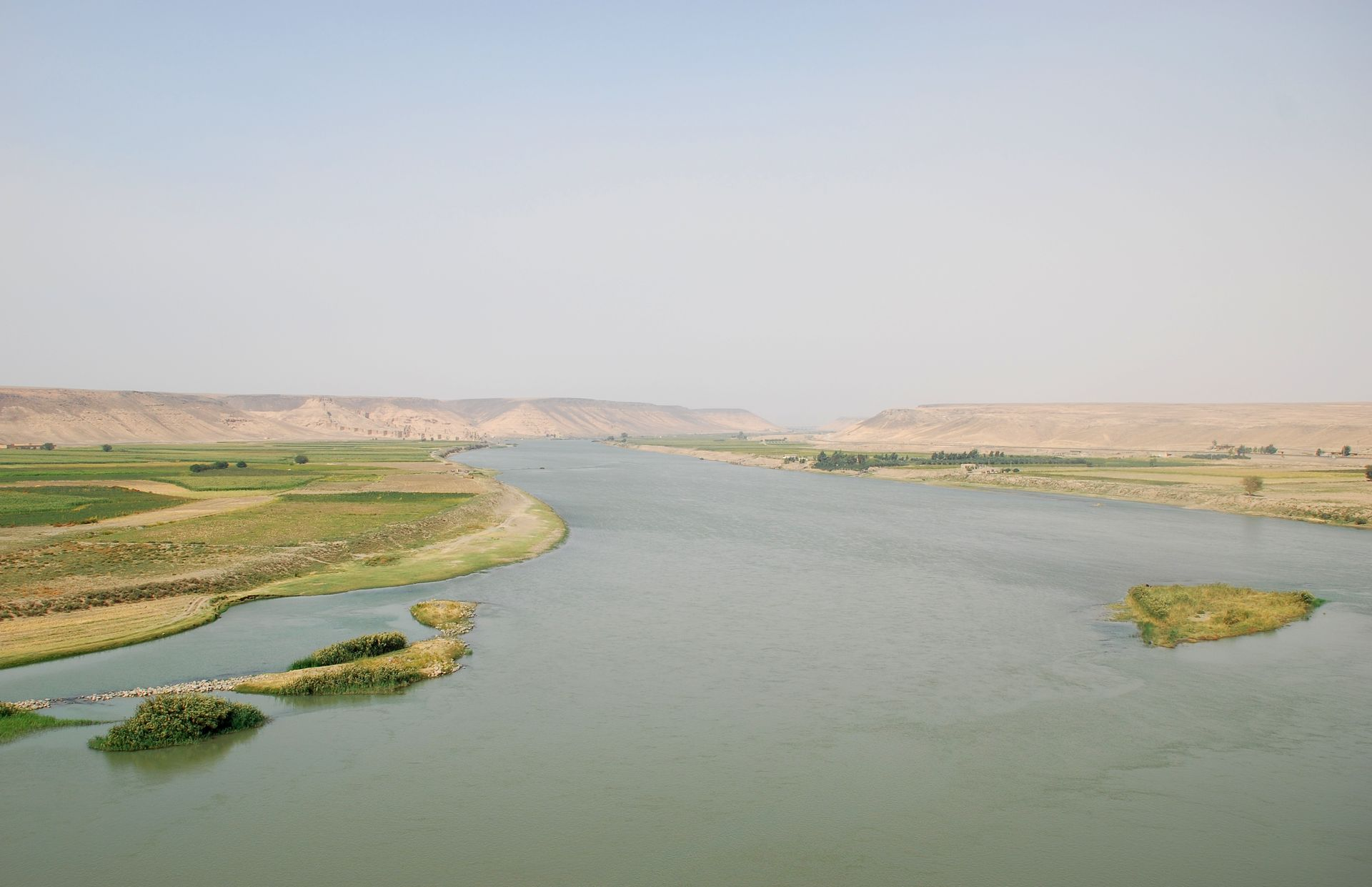
Euphrat aufwärts von Zalabiya. Im Hintergrund links ist die Südmauer von Halabiya zu erkennen

Zalabiya liegt am linken (hier östlichen) Ufer des Euphrat etwa halbwegs zwischen der Einmündung des Belich (bei ar-Raqqa) und des Chabur (südöstlich von Deir ez-Zor) im Gouvernement Deir ez-Zor. Von der südlich des Euphrat verlaufenden Schnellstraße zweigt etwa 75 Kilometer von ar-Raqqa oder 50 Kilometer nordwestlich von Deir ez-Zor eine Straße nach Halabiya ab. 500 Meter flussaufwärts überquert eine Pontonbrücke den Euphrat. Am östlichen Ufer führt eine Nebenstraße entlang der Bahnlinie nach vier Kilometer bis in die Nähe der Ruinenstätte. Die Straße mündet nach weiteren fünf Kilometer in die zweite und weniger befahrene Durchgangsstraße, die nördlich des Euphrat verläuft. In der Luftlinie beträgt die Entfernung zu Halabiya knapp drei Kilometer.
An beiden Orten verengt sich das ansonsten mehrere Kilometer breite Euphrattal, das tief in das karge Felsplateau der ostsyrischen Wüstensteppe eingegraben ist, bis auf wenige hundert Meter. Die Burgreste liegen auf einer durch ein trockenes Tal von den umgebenden Felsbergen getrennten Hügelkuppe. In einem Steilhang fällt der Hügel im Westen 50 Meter direkt bis zum Euphrat ab, der hier an der Flussenge al-Khanuqa (Ḫanuqa, „der Würger“) einen weiten Rechtsbogen macht.
Ein bis zwei Kilometer nördlich der Pontonbrücke lag in einem Taleinschnitt in den Felshügeln der Al-Kibar-Reaktor, die Baustelle eines mutmaßlichen Atomreaktors, der am 6. September 2007 durch einen israelischen Luftschlag zerstört wurde.

## Geschichte
Die Schifffahrt auf dem Euphrat und die in der Euphrataue entlangführende Straße waren zu allen Zeiten wichtige Verkehrsverbindungen für den Warentransport und für kriegerische Einfälle zwischen Südmesopotamien und dem Mittelmeer. Daher ist es verständlich, dass an dieser Engstelle Kontrollposten eingerichtet waren. Bei niedrigem Wasserstand mussten hier an den Stromschnellen die Boote, meist waren es Flöße (Keleks), zurückgelassen und die Waren an Land bis zu deren anderem Ende transportiert werden. Bereits in den Keilschrifttafeln des Ebla-Archivs aus der zweiten Hälfte des 3. Jahrtausends v. Chr. werden die beiden Orte als Ḫalabitu/Ḫalabi’i und Šalbat/Šalbatu bezeichnet. In zwei verschiedenen Ebla-Listen von tributpflichtigen, aber überwiegend selbstregierten Städten wird Ḫalabitu erwähnt, während Šalbatu als einer von mehreren gewöhnlichen Orten am Euphrat verzeichnet ist, die von Ebla unmittelbar verwaltet wurden.
In den Texten von Mari aus dem Anfang des 2. Jahrtausends werden Ḫalabit und Šalabatum/Šalabitum erwähnt. Zu den Stationen auf der Reise von Mari nach Westen während der altbabylonischen Zeit gehörten flussaufwärts von Zalabiya Tuttul und Emar, wo Straßen westwärts nach Haleb, nordwärts nach Karkemiš und Richtung Qatna im Süden weiterführten. Tuttul hatte damals eine Schlüsselposition an der Einmündung des Belich inne.

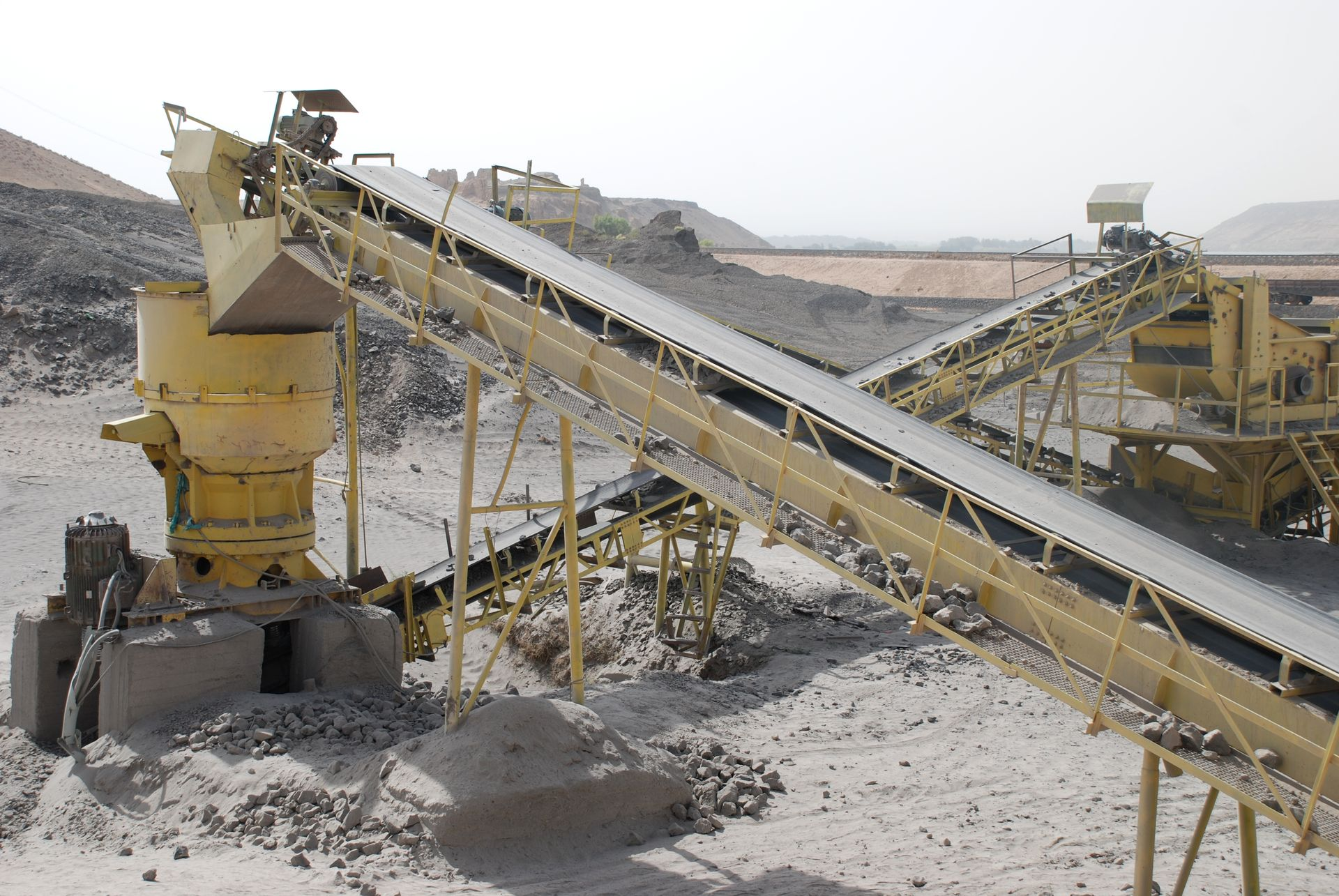
Basalt wird zu Schotter verarbeitet. Im Hintergrund der Hügel von Zalabiya, rechts die Bahnlinie

Der sumerische Fürst Gudea, im 22. oder 21. Jahrhundert v. Chr. Herrscher (En-Si) über das Kleinreich Lagaš am Euphrat in Südmesopotamien, ließ nach einer Inschrift auf der Statue B, die im Hof des En-innu (Ninnu-Tempels) aufgestellt war, neben Holz, das in ganz Südmesopotamien Mangelware war, auch Blöcke von na-Stein importieren. Die Inschrift nennt zwei Bezugsregionen für diese Gesteinsart, bei der es sich den Fundorten nach um Basalt handelte. Zum einen Basalla, Berg der Amurru, also der Amurriter, in deren Siedlungsgebiet am oberen Euphrat Zalabiya lag. Der Ort Basalla wurde mit dem Dschebel al-Bischri lokalisiert, dessen Zentrum 50 Kilometer westlich von Deir ez-Zor liegt und der zum zentralsyrischen ammuritischen Siedlungsgebiet gehörte. Dschebel al-Bischri ist ein 100 Kilometer langes Kalksteinplateau, das mit seinem Nordostende bis an den Euphrat reicht. Dieser Teil nahe der Flussenge besteht aus einem 10 × 7 Kilometer großen Basalthügel.
Der zweite Name ist Umanum und bezeichnete die Fortsetzung des Plateaus auf der östlichen Seite der Euphratenge. In beiden Gebieten wurde in antiken Zeiten Basalt abgebaut und bequem auf Booten nach Süden transportiert. Laut der Inschrift ließ Gudea den in den Hügeln von Halabiya und Zalabiya gebrochenen Basalt zu Stelen für den Hof des Ninnu-Tempels verarbeiten. Rund um Zalabiya erheben sich Hügel über 100 Meter über die Flussebene, auf denen noch heute großflächig Basalt abgebaut und zu Straßenschotter verarbeitet wird.
Halabiya taucht in einer Liste des assyrischen Königs Aššur-nâṣir-apli I. (reg. 1050–1031) auf. Der assyrische König Aššur-nâṣir-apli II. (reg. 883–859) erwähnt in den Annalen zu seinem Reich gehörende Gebiete nördlich des Dschebel al-Bischri, oberhalb „der Flussenge des Euphrat“, mit der nur al-Khanuqa gemeint gewesen sein kann. Es gibt ferner schriftliche Zeugnisse für eine Besiedlung des Ortes in achämenidischer und parthischer Zeit.
Die Geschichte Zalabiyas in römischer Zeit entspricht derjenigen von Halabiya. Im 3. Jahrhundert wurde eine Festung errichtet, die vermutlich bestand, bevor sie 267 bis 271 von der palmyrenischen Herrscherin Zenobia übernommen wurde. Danach war auch Zalabiya am Ostrand der römischen Provinz Syria ein Teil des Limes Arabicus genannten Verteidigungssystems gegen die Sassaniden. Deren Zerstörungen machten eine Erneuerung der Festungsmauern während der Regierungszeit Justinians (reg. 527–565) erforderlich. Nachdem Chosrau II. (reg. 590–628) zu Beginn seines Feldzugs gegen Syrien 610 die beiden Stellungen am Euphrat erobert und zerstört hatte, bestand nach der ab 637 herrschenden arabischen Umayyaden-Dynastie kaum noch Bedarf für die Festung.

## Anlage
Dass nur noch kümmerliche Reste der Festung erhalten sind, ist weniger die Folge der Eroberungen, sondern eines Erdrutsches, durch den der größte Teil der Anlage mit dem Steilhang in den Fluss gestürzt ist. Erhalten geblieben sind Teile der Ostmauer mit vorkragenden, abwechselnd quadratischen und rechteckigen Wehrtürmen. Die Mauerreste bestehen aus großformatigen, mit Lehmmörtel verfugten Gipssteinquadern, die an vielen Stellen zweischalig aufgeführt und in der Mitte mit Mörtel und Basaltbruch verfüllt sind. Eine spätere, partielle Überbauung in arabischer Zeit, wie an der Zitadelle von Halabiya zu erkennen, gab es hier offensichtlich nicht. Die beiden quadratischen Ecktürme der Ostmauer stehen noch teilweise bis zu einer Höhe von fünf Metern aufrecht.